# Disputas pelo terceiro lugar no Campeonato Europeu de Futebol
Este artigo traz uma lista com as Disputas pelo terceiro lugar no Campeonato Europeu de Futebol

## Estatísticas e Curiosidades
- Em 1980, na disputa do terceiro lugar da Eurocopa, a Seleção da Tchecoslováquia venceu a mais longa disputa de pênaltis da história da Euro. No dia 21 de junho, em Nápoles, Itália e Tchecoslováquia empataram em 1 a 1 no tempo normal, mas os tchecos venceram nos pênaltis por 9 a 8. Depois de cada seleção converter suas oito cobranças, o italiano Fulvio Collovati desperdiçou a sua cobrança.[1]

## As Disputas
| Ano          | País-sede  | 3º lugar        | Placar                   | 4º lugar        | Data       | Árbitro                 | Local                         | Público |
| ------------ | ---------- | --------------- | ------------------------ | --------------- | ---------- | ----------------------- | ----------------------------- | ------- |
| 1960 Detalhe | França     | Tchecoslováquia | 2 – 0                    | França          | 09.06.1960 | ITA Cesare Jonni        | Stade Vélodrome, Marselha     | 9,438   |
| 1964 Detalhe | Espanha    | Hungria         | 3 – 1(1)                 | Dinamarca       | 20.06.1964 | SUI Daniel Mellet       | Camp Nou, Barcelona           | 3,869   |
| 1968 Detalhe | Itália     | Inglaterra      | 2 – 0                    | União Soviética | 10.06.1968 | HUN István Zsolt        | Stadio Olimpico di Roma, Roma | 68,817  |
| 1972 Detalhe | Bélgica    | Bélgica         | 2 – 1                    | Hungria         | 17.06.1972 | SWE Johan Einar Boström | Stade Maurice Dufrasne, Liège | 6,184   |
| 1976 Detalhe | Iugoslávia | Países Baixos   | 3 – 2(1)                 | Iugoslávia      | 19.06.1976 | SUI Walter Hungerbühler | Stadion Maksimir, Zagreb      | 6,766   |
| 1980 Detalhe | Itália     | Tchecoslováquia | 1 – 1 9 – 8 nos penaltis | Itália          | 21.06.1980 | AUT Erich Linemayr      | Stadio San Paolo, Napoli      | 24,652  |

1Resultado da prorrogação

2Resultado no gol de ouro

OBSERVAÇÃO: Desde 1984 não há o jogo para a disputa do terceiro lugar.

## Ver Também
- Disputas pelo terceiro lugar em Copas do Mundo FIFA